# Eupromerella clavator
Eupromerella clavator là một loài bọ cánh cứng trong họ Cerambycidae.